# Crunomys melanius
Crunomys melanius — вид пацюків (Rattini), ендемік Філіппіни.

## Морфологічна характеристика
Довжина голови й тулуба від 98 до 122 мм, довжина хвоста від 68 до 95 мм, довжина лапи від 24 до 29 мм, довжина вуха 15 мм, вага до 71 грамів. Волосяний покрив густо колючий. Верхні частини темно-коричневі, а черевні частини сіро-чорні. Вуха і ноги чорнувато-коричневі. Хвіст коротший за голову і тулуб, рівномірно коричнювато-чорний, у нижній частині трохи світліший.

## Середовище проживання
Поширений на островах провінції Камігуін, Лейте і Мінданао, що на Філіппінах. Мешкає в рівнинних лісах до 1550 метрів над рівнем моря. Він толерантний до змін середовища.

## Спосіб життя
Це наземний і денний вид. Харчується членистоногими та іншими комахами.